# Andrenosoma leucogenus
Andrenosoma leucogenus är en tvåvingeart som beskrevs av Seguy 1952. Andrenosoma leucogenus ingår i släktet Andrenosoma och familjen rovflugor. Inga underarter finns listade i Catalogue of Life.